# Kanton Mulhouse-3
Mulhouse-3 is een kanton van het Franse departement Haut-Rhin. Het kanton is op 22 maart 2015 opgericht toen de toenmalige kantons van Mulhouse werden opgeheven en de stad over drie nieuwe kantons werd verdeeld. Het kanton maakt deel uit van het arrondissement Mulhouse. Het omvat een deel van de gemeente Mulhouse en de gemeente Illzach, die voor 22 maart 2015 de hoofdplaats was van het op die dag opgeheven kanton Illzach.